# Crawford Palmer
Crawford Palmer, född 14 december 1970 i Ithaca, USA, är en fransk basketspelare som tog OS-silver 2000 i Sydney. Detta var Frankrikes första medalj på 52 år i herrbasket vid olympiska sommarspelen. Han har bland annat spelat för Dartmouth Colleges idrottsförening Dartmouth Big Green.